# Festival du film britannique de Dinard 1999
Le Festival du film britannique de Dinard 1999 s'est déroulé du 30 septembre 1999 au 3 octobre 1999. C'est la 10e édition du Festival du film britannique de Dinard.

## Jury
|  | Nom                              | Qualité                     | Nationalité |
|  | -------------------------------- | --------------------------- | ----------- |
|  | Jane Birkin (présidente du jury) | actrice                     | Royaume-Uni |
|  | Julian Barnes                    | écrivain                    | Royaume-Uni |
|  | Maurice Bernart                  | producteur                  | France      |
|  | Étienne Daho                     | chanteur                    | France      |
|  | Tom Hollander                    | acteur                      | Royaume-Uni |
|  | Hugh Laurie                      | acteur                      | Royaume-Uni |
|  | Michèle Laroque                  | actrice                     | France      |
|  | Daniel Prévost                   | acteur réalisateur écrivain | France      |
|  | Bernard Rapp                     | journaliste                 | France      |
|  | Sandra Mézière                   |                             | France      |

## Films sélectionnés

### En Compétition
- Fanny And Elvis de Kay Mellor
- Final Cut de Dominic Anciano et Ray Burdis
- Following de Christopher Nolan
- Human Traffic de Justin Kerrigan
- Janice Beard 45wpm de Clare Kilner
- Milk de Bill Brookfield

### Film d'ouverture
- With or Without You de Michael Winterbottom

### Hommage
- Peter Greenaway

## Palmarès
- Hitchcock d'or : Human Traffic de Justin Kerrigan